# Manassès de Hierges
Manassès de Hierges, (né v. 1110 - mort le 8 janvier 1177) était un seigneur ardennais du XIIe siècle qui partit combattre en Terre sainte, et fut connétable du royaume de Jérusalem de 1144 à 1152. Il était fils d'Héribrand II, seigneur de Hierges et d'Hodierne de Rethel.

## Biographie
Il est cité pour la première fois en 1127 : depuis que Godefroy de Bouillon avait vendu Bouillon à l'évêque de Liège, un litige opposait ce dernier à l'archevêque de Reims à propos d'une partie de la terre de Bouillon qui dépendait de Reims. Ce litige ne fut résolu qu'en 1127, et l'évêque de Liège envoya huit de ses vassaux, dont Manassès, pour rendre l'hommage à l'archevêque de Reims.
Appelé par sa cousine Mélisende de Jérusalem, il devient croisé en 1141 et arrive peu après dans le royaume de Jérusalem. En 1143 meurt le roi Foulques d'Anjou, Mélisende devient régente du royaume et nomme Manessès connétable du royaume.
D'une première épouse, dont le nom reste encore inconnu, il a deux filles. Veuf de cette première épouse, il se remarie en 1151 avec Helvis de Ramla, veuve de Balian d'Ibelin. Helvis était trop âgée pour être à nouveau mère, alors que les Lignages d'Outremer lui attribuent deux filles.
Le roi Baudouin III de Jérusalem devenu majeur, un conflit l'oppose à sa mère. Baudouin prend le pouvoir en 1152 et Manassès, allié à Mélisende, doit abandonner ses terres et ses charges et retourner en Europe. Il se marie pour la troisième fois, épousant Alix de Chiny, fille d'Albert Ier, comte de Chiny et d'Agnès de Bar, qui lui donne cinq fils.
En 1176, il tombe gravement malade, et se fait moine à Brogne. Il y meurt le 8 janvier 1177.

## Filiation
D'une première épouse (nom inconnu) :
- Fadie, mariée à Guillaume Embriaco († après 1204) ;
- Hodierne, mariée à un seigneur de Grandgerin.

Marié en 1151 en second noces avec Helvis de Ramla, veuve de Balian d'Ibelin (mort en 1151), fille de Baudouin de Rama :
- Helvis, mariée à Anceau de Brie en 1167 ;
- Ysabeau, mariée à Hugues de Mimars en 1180.

Marié en troisième noces avant 1165 avec Alix de Chiny, fille de Albert Ier de Chiny :
- Héribrand III, seigneur de Hierges ;
- Henri ;
- Albert II de Hierges, qui fut évêque de Verdun de 1187 à 1208 ;
- Louis, abbé de Saint-Vanne de Verdun ;
- Gautier, chevalier.

## Sources
- Marie-Adélaïde Nielen, Lignages d'Outre-Mer — Introduction, notes et édition critique, Paris, Académie des inscriptions et belles-lettres, 2003, 252 p. [détail de l’édition] (ISBN 2-87754-141-X).
- « Manassès de Hierges, un seigneur ardennais du XIIe siècle, par le CRDP de Reims »(Archive.org • Wikiwix • Archive.is • Google • Que faire ?).